# Zac McGraw
Pour les articles homonymes, voir McGraw.
Zachery McGraw, dit Zac McGraw, né le 8 juin 1997 à Torrance en Californie, est un joueur international canadien de soccer qui joue au poste de défenseur central aux Timbers de Portland en MLS. Il possède également la citoyenneté américaine.

## Biographie
Natif de Torrance, Zac McGraw a joué au football pour les Panthers de Torrance dans la Pop Warner (en). Il a également joué au football à Mira Costa, puis à West Torrance en high school, — en tant que wide receiver et occasionnellement en tant que safety. Il a également joué au soccer au FC Golden State en USSDA et à West Torrance. En mars 2015, il est élu joueur de soccer de l'année du Daily Breeze (en).

### Parcours universitaire
En juillet 2016, il s'engage auprès des Black Knights de l'académie militaire de West Point,. Le 26 octobre, il inscrit un but et distribue une passe décisive face aux Raiders de Colgate. Quelques jours plus tard, il est également nommé rookie de la semaine de la Patriot League. Il est nommé dans l'équipe-type de la Patriot League le 7 novembre. Lors du banquet annuel organisé par son académie, il est élu nouveau venu de l'année.
Avant le début de la saison, il est élu joueur défensif, puis nommé dans l'équipe-type de présaison de la Patriot League le 23 août 2017. Le 6 novembre, il est sélectionné dans la première équipe-type de la Patriot League pour la deuxième année consécutive. Puis, il est élu joueur défensif de l’année de la Patriot League, en jouant un rôle central dans le succès défensif de l'Army au cours de la saison. Il est nommé dans l'équipe-type du Nord-Est des United Soccer Coaches (en) le 4 décembre.
Lors de sa troisième année à West Point, il est nommé co-capitaine,, avec Tyler Mitchiner et Grayson Naquin. Il est de nouveau élu joueur défensif, et également nommé dans l'équipe-type de présaison de la Patriot League le 14 août 2018. Son nom figure sur une liste de trente-et-un joueurs sélectionnés pour le trophée Hermann. Il est nommé pour la troisième fois de suite dans l'équipe-type de la Patriot League le 5 novembre. Une semaine plus tard, il perd la finale du tournoi de la Patriot League (en) face aux Raiders de Colgate. Les Black Knights disputent leur première finale depuis 1996. Il est également nommé dans l'équipe-type du tournoi. Puis, il est nommé dans l'équipe-type du Nord-Est des United Soccer Coaches (en) le 5 décembre.
Il est de nouveau nommé co-capitaine,, avec Tyler Mitchiner. Il est élu joueur défensif, et nommé dans l'équipe-type de présaison — pour la troisième fois consécutive — de la Patriot League, le 8 août 2019. Il est également nommé dans l'équipe-type de présaison de College Soccer News et de TopDrawerSoccer (en),. Membre d'une liste de trente-six joueurs sélectionnés pour le trophée Hermann. À la fin de la saison régulière, il est nommé dans la deuxième équipe-type de la Patriot League, puis dans la troisième équipe-type du Nord-Est des United Soccer Coaches (en).
En 68 rencontres, Zac McGraw inscrit un but et neuf passes décisives avec les Black Knights de l'Army. Il a également eu les félicitations pour avoir obtenu un score supérieur à 290 au test de condition physique de l'armée (en), en mars 2017. Il s'est entrainé avec le Galaxy de Los Angeles et le Los Angeles FC — deux clubs de la Major League Soccer — au cours de son année junior (en), puis senior (en),.

### Parcours en club
Le 13 janvier 2020, les Timbers de Portland sélectionnent Zac McGraw lors du troisième tour — soixante-huitième choix au total — du repêchage universitaire de la Major League Soccer. Il devient le premier joueur de l'Army à être sélectionné pour la séance de repêchage de la MLS,. C'est seulement le troisième joueur issu d'une académie militaire américaine à être repêché par une équipe de la MLS, après Joseph Greenspan et Tucker Bone. Il signe son premier contrat professionnel avec les Timbers le 22 juin,. Il devient le deuxième joueur diplômé d'une académie militaire du pays à signer un contrat avec un club de la MLS, après Joseph Greenspan — diplômé de la Navy — en 2015,. Néanmoins, il reste cantonné à un rôle en remplaçant, lors de sa première saison. Le 4 décembre, son contrat est renouvelé par les Timbers,.
Le 1er mai 2021, il fait ses débuts en MLS, entrant en jeu dans une défaite 4-1 contre le FC Dallas. Il devient le premier joueur de l'Army à jouer une rencontre de MLS et le second issu d'une académie militaire — après Joseph Greenspan. Le 13 décembre, le club annonce que son contrat est renouvelé.
En début de saison, il obtient deux titularisations consécutives pour la première fois de sa carrière avec les Timbers, à la suite des blessures de deux cadres. Au cours du match contre le Los Angeles FC, le 6 mars 2021, il effectue quinze dégagements, et devient le troisième joueur des Timbers à enregistrer quinze dégagements ou plus en un seul match. Le 31 août, il inscrit son premier but en MLS, face à l'Austin FC,. Il devient le douzième joueur à marquer pour Portland cette saison. Il est également nommé dans l'équipe-type de la semaine 28,. Le 13 décembre, il prolonge son contrat de trois années avec son club — jusqu'en 2025 — et l’entente est également assortie d’une option pour 2026,. Il commence petit à petit à se faire une place dans l'équipe.
À la suite du départ de Bill Tuiloma, il devient titulaire en défense centrale.

### Parcours en sélection
Possédant à la fois la nationalité américaine et canadienne, il est éligible pour la sélection du États-Unis mais aussi pour le Canada, pays dont il possède des origines ― sa mère étant née à Spirit River en Alberta,.
Son nom figure sur une liste provisoire de soixante joueurs canadiens appelés à participer à la Gold Cup,, il figure dans la liste définitive de vingt-trois joueurs pour disputer la compétition,,. « C'est une belle opportunité », selon lui. Il honore sa première sélection en tant que titulaire contre la Guadeloupe —  lors du premier match de poules — le 27 juin,. Le Canada s'incline en quart de finale aux tirs au but, face aux États-Unis.

## Statistiques

### Statistiques en club
| Saison                | Club                  | Championnat           | Championnat | Championnat | Championnat | Coupe(s) nationale(s) | Coupe(s) nationale(s) | Coupe(s) nationale(s) | Compétition(s) continentale(s) | Compétition(s) continentale(s) | Compétition(s) continentale(s) | Compétition(s) continentale(s) | Séries | Séries | Séries | Canada | Canada | Canada | Total | Total | Total |
| Saison                | Club                  | Division              | M.          | B.          | P.d.        | M.                    | B.                    | P.d.                  | Comp.                          | M.                             | B.                             | P.d.                           | M.     | B.     | P.d.   | M.     | B.     | P.d.   | M.    | B.    | P.d.  |
| 2020                  | Timbers de Portland   | MLS                   | 0           | 0           | 0           | -                     | -                     | -                     | -                              | -                              | -                              | -                              | -      | -      | -      | -      | -      | -      | 0     | 0     | 0     |
| 2021                  | Timbers de Portland   | MLS                   | 11          | 0           | 0           | -                     | -                     | -                     | LCC                            | 1                              | 0                              | 0                              | 0      | 0      | 0      | -      | -      | -      | 12    | 0     | 0     |
| 2022                  | Timbers de Portland   | MLS                   | 22          | 1           | 0           | 1                     | 0                     | 0                     | -                              | -                              | -                              | -                              | -      | -      | -      | -      | -      | -      | 23    | 1     | 0     |
| 2023                  | Timbers de Portland   | MLS                   | 28          | 1           | 1           | 0                     | 0                     | 0                     | LC                             | 3                              | 0                              | 0                              | -      | -      | -      | 4      | 0      | 0      | 35    | 1     | 1     |
| 2024                  | Timbers de Portland   | MLS                   | 13          | 0           | 0           | -                     | -                     | -                     | LC                             | 2                              | 2                              | 0                              | -      | -      | -      | -      | -      | -      | 15    | 2     | 0     |
| 2025                  | Timbers de Portland   | MLS                   | 4           | 0           | 0           | 1                     | 1                     | 0                     | LC                             | 1                              | 0                              | 0                              | -      | -      | -      | -      | -      | -      | 6     | 1     | 0     |
| Total sur la carrière | Total sur la carrière | Total sur la carrière | 78          | 2           | 1           | 2                     | 1                     | 0                     | -                              | 7                              | 2                              | 0                              | 0      | 0      | 0      | 4      | 0      | 0      | 91    | 5     | 1     |